# Niemieckie ultimatum wobec Litwy

Prusy Wschodnie w latach 1923–1939

Niemieckie ultimatum wobec Litwy – ultimatum wysunięte przez III Rzeszę Republice Litewskiej 20 marca 1939 roku. Ultimatum zostało osobiście przekazane przez Joachima von Ribbentropa Juozasowi Urbšysowi, w czasie spotkania ministrów spraw zagranicznych obu państw w Berlinie. Dotyczyło ono między innymi przekazania Niemcom okręgu Kłajpedy, wbrew postanowieniom konwencji kłajpedzkiej i paktowi niemiecko-litewskiemu z 1928 roku. W wypadku odrzucenia żądań przez Litwę, grożono interwencją Wehrmachtu. Żądanie zostało wysunięte w zaledwie cztery dni po utworzeniu Protektoratu Czech i Moraw, a zdobyte w jego wyniku tereny były ostatnim nabytkiem terytorialnym Niemiec przed II wojną światową.

## Kłajpeda w dwudziestoleciu międzywojennym
Na mocy traktatu wersalskiego tereny okręgu Kłajpedy przekazano pod zwierzchnictwo Ligi Narodów – mandat do niego otrzymali Francuzi, których uroczyste wkroczenie na te tereny odbyło się 13 lutego 1920 roku. Status tych terenów nie był jednak jasny, a początkowo zainteresowanie nimi wykazywali zarówno Litwini, jak i Polacy. Józef Piłsudski szybko jednak poparł litewskie dążenia do wcielenia portu w obręb ich państwa, mając nadzieję na złagodzenie stosunków polsko-litewskich po zajęciu przez Polskę Wileńszczyzny. Tymczasem w 1922 roku Rada Ambasadorów dyskutowała o ich przyszłości dwukrotnie. Koncepcja utworzenia z Kłajpedy (jednego z największych pod względem liczby mieszkańców miast Litwy) wolnego miasta została poparta przez Polskę i Francję, jednak spotkała się z ostrym sprzeciwem Wielkiej Brytanii – nie chcącej dopuścić do wzrostu znaczenia Francji w tym regionie.
W tej atmosferze 10 stycznia 1923 w okręgu Kłajpedy wybuchło powstanie, zaplanowane i przeprowadzone przez litewski rząd z Kowna, w którym wzięli udział przebrani żołnierze litewscy i członkowie paramilitarnej organizacji szaulisów. Po krótkiej walce ze stacjonującym tam garnizonem francuskim, wojsko „powstańcze” opanowało cały sporny teren. W tym czasie jedyną reakcją na te wydarzenia było wysłanie z Gdańska do Kłajpedy francusko-brytyjskiej eskadry okrętów pod dowództwem pułkownika Troussena, a Rada Ambasadorów, zebrana na nadzwyczajnym posiedzeniu w Paryżu, zażądała wycofania się Litwinów z okupowanego terytorium – bezskutecznie.
Ostatecznie Francja i Wielka Brytania, obawiając się kolejnej wojny, szybko pogodziły się z aneksją tych terenów przez Litwę, wspieraną teraz przez Związek Radziecki i Republikę Weimarską, co zostało oficjalnie potwierdzone podpisaniem konwencji w Kłajpedzie między Litwą a państwami wchodzącymi w skład Rady Ambasadorów (Wielką Brytanią, Francją, Włochami i Japonią). W tym czasie doszło też do zbliżenia rządu w Kownie z rządem w Berlinie, co było skutkiem poszukiwania przez Litwę przeciwwagi dla Polski w relacjach międzynarodowych. Doszło nawet do podpisania między tymi państwami umowy w lutym 1928 roku. Stosunki między państwami uległy pogorszeniu dopiero po dojściu nazistów do władzy w Niemczech.

## Wzrost napięcia między państwami
Po podpisaniu przez Polskę paktu o nieagresji z ZSRR w 1932 roku, oraz deklaracji o niestosowaniu przemocy z Niemcami w 1934 roku, sytuacja Litwy, pokładającej nadzieję na konflikt z udziałem Polski, stała się bardzo poważna. Od 1934 roku była co prawda członkiem Ententy Bałtyckiej, lecz sojusz ten nie popierał stanowiska Litwy wobec Kłajpedy, gdyż rządy w Rydze i Tallinnie problem ten, podobnie jak i sprawę Wilna, wyłączyły z porozumienia. Wtedy też w Kłajpedzie rozpoczęły się aresztowania członków ruchu faszystowskiego, posiadającego ponad połowę mandatów w Radzie Miejskiej i prawie wszystkie w Izbie Rolniczej (należy pamiętać, że w 1923 roku w okręgu żyło więcej Niemców, niż Litwinów), co znacząco wpłynęło na dalsze relacje niemiecko-litewskie. Intencje III Rzeszy wobec spornego terytorium stały się całkowicie jasne po wygłoszeniu przez Hitlera mowy 21 maja 1935 roku, w której stwierdził, że nie może zaproponować Litwie paktu o nieagresji, tak jak zrobił to w przypadku innych państw, z powodu prześladowania przez rząd w Kownie mniejszości niemieckiej.

## Ultimatum
Mimo prób podejmowanych przez rząd w Kownie, mających na celu polepszenie stosunków z Niemcami, sytuacja z każdym dniem stawała się coraz poważniejsza. Dochodziło do licznych starć między ludnością niemiecką i litewską, wymagających nawet interwencji wojska i kończących się ofiarami śmiertelnymi. Mimo uwolnienia z więzień skazanych wcześniej przywódców ruchu narodowo-socjalistycznego i tolerowania antylitewskich zarządzeń w Kłajpedzie, a ostatecznie zniesienia 30 października 1938 r. stanu wojennego, Hitler był już zdecydowany na zagarnięcie tych terytoriów przy najbliższej nadarzającej się okazji. Jednocześnie ludność niemiecka zamieszkująca te tereny zaczęła tworzyć bojówki i organizacje paramilitarne praktycznie opanowując cały obszar na początku 1939 roku.
19 marca 1939 roku wracający z uroczystości koronacyjnych papieża Piusa XII Juozas Urbšys zatrzymał się w Berlinie. 20 marca spotkał się z ministrem spraw zagranicznych III Rzeszy Joachimem von Ribbentropem. W trakcie 40-minutowego spotkania, ten drugi zażądał natychmiastowego oddania okręgu Kłajpedy III Rzeszy, grożąc przy tym wojskową interwencją w wypadku odmowy. Juozas natychmiast poinformował o rozmowie rząd w Kownie, który w sekrecie zwrócił się do państw należących do Rady Ambasadorów, jednakże Japonia i Włochy wyraziły poparcie dla Niemiec, a Wielka Brytania i Francja nie zaoferowały Litwie żadnej pomocy, kontynuując politykę appeasementu. W tej sytuacji osamotniona Litwa przystała na niemieckie warunki. Podpisanie stosownego paktu przez Urbšysa odbyło się w nocy z 22 na 23 marca 1939 roku, a ratyfikacja przez sejm litewski 30 marca podczas pięciominutowego niemego posiedzenia. Również 23 marca niemieckie statki wpłynęły od portu w Kłajpedzie, a przygraniczny obszar został całkowicie opanowany przez Wehrmacht.

## Skutki
Utrata portu była gospodarczo bardzo dużym ciosem dla Litwy, ponieważ przez port przechodziło prawie 80% jej eksportu. Dodatkowo tereny te były stosunkowo dobrze uprzemysłowione w porównaniu z resztą państwa. Mimo tego rząd w Kownie przyjął pakt z pewną ulgą, gdyż obawiano się, że Hitler postąpi z krajem tak, jak postąpił z Czechosłowacją. Pakt zobowiązywał również obydwa państwa do niepodejmowania jakichkolwiek wrogich działań wobec drugiej strony.
Tak jak się spodziewano w Berlinie, cesja okręgu kłajpedzkiego do Niemiec nie odbiła się w szerokim echem w oszołomionym likwidacją przez Niemcy drugiej Republiki Czechosłowacji świecie. Wydarzenie nie przeszło jednak bez reakcji w Polsce. W prasie zwracano uwagę na zagrożenie jakie niesie ono dla Polski i sugerowano, że Wolne Miasto Gdańsk może stać się następnym celem Hitlera. Mimo nie najlepszych relacji łączących dwa kraje powszechną postawą było solidaryzowanie się z Litwinami.